# Пэйли, Нина
Нина Пэйли (англ. Nina Paley, полное имя Nina Carolyn Paley; род. 1968) — американская карикатуристка, аниматор и активистка Движения свободной культуры.

## Биография
Родилась 3 мая 1968 года в городе Эрбана, штат Иллинойс, в еврейской семье. Отец — Хирам Пэйли (Hiram Paley), мать — Джин Пассовой (Jean Passovoy). Её отец был профессором математики в Университете Иллинойса в Урбане-Шампейне и мэром Эрбаны в начале 1970-х годов. Запись его голоса, сделанная дочерью до его смерти в 2012 году, позже вошла в фильм Пэйли «Седер-мазохизм».
Нина училась в школах Эрбаны, окончив затем University Laboratory High School Во время учёбы в колледже её комикс Joyride был опубликован в газете The Daily Illini. Она продолжила обучение в Университете Иллинойса, изучая искусство, но через два года бросила учёбу.
В 1988 году Пэйли переехала в Санта-Круз, штат Калифорния, где начала создавать ленту Nina’s Adventures. В 1991 году она проиллюстрировала The Santa Cruz Haggadah и переехала в Сан-Франциско. В 2002 году написала сценарий и поставила Fetch! — юмористический короткометражный мультфильм, основанный на различных оптических иллюзиях, который с тех пор пользуется популярностью. В 2008 году вышел её первый полнометражный анимационный фильм «Сита поёт блюз», в котором обыгрывается сюжет «Рамаяны».
Пэйли также создала несколько комиксов для Движения за добровольное вымирание человечества, членом которого она является. В 2012 году Нина Пэйли разместила на видеохостинге Vimeo анимацию под названием This Land Is Mine (фрагмент её будущего фильма «Седер-мазохизм»), изображающую ближневосточные конфликты. Полная версия «Седер-мазохизма» вышла в 2018 году и, как и в случае первого фильма Пэйли, была размещена в свободном доступе.
Одновременно работала внештатным режиссёром в Duck Studios в Лос-Анджелесе, преподавала дизайн и технологию в школе Parsons School of Design, входящей в состав частного университета Новая школа.

### Личная жизнь
Атеистка.
Была замужем, разведена; идентифицирует себя как чайлдфри. Придерживается феминистских взглядов на трансгендерные темы и является частым участником гендерно-критического подкаста «Heterodorx».
В 2011 году она начала делать художественные изделия из стёганого полотна (квилтинг). Первая публичная выставка её работ прошла в июне 2013 года в центральном Иллинойсе.

## Фильмография
- 2001 — The Stork, короткометражный
- 2002 — Fetch!, короткометражный
- 2002 — FertCo, короткометражный
- 2005 — Dandaka Dharma, короткометражный
- 2008 — Сита поёт блюз
- 2011 — All Creative Work Is Derivative, короткометражный
- 2012 — This Land Is Mine, короткометражный
- 2014 — Пророк, фрагмент «О детях»
- 2018 — Седер-мазохизм
- 2022 — Apocalypse Animated, короткометражный[13]